# Siegfried Schenke
Siegfried Schenke  (né le 6 mai 1943 à Sitzendorf) est un athlète allemand, spécialiste des épreuves de sprint.

## Biographie
Concourant sous les couleurs de l'Allemagne de l'Est, Siegfried Schenke remporte la médaille d'or du 100 m et la médaille d'argent du 200 m lors des Universiades d'été de 1970. Il termine premier du 200 m et deuxième du 100 m lors de la Coupe d'Europe des nations 1970.
Il se classe quatrième du 100 m et du 200 m lors des championnats d'Europe de 1971. L'année suivante, aux Jeux olympiques de 1972, il termine sixième du 200 m et cinquième du relais 4 x 100 m.
Le 29 août 1973, à Berlin, Schenke égale en 10 secondes juste le record d'Europe du 100 mètres.
Vainqueur du 100 m de la Coupe d'Europe des nations 1973, il remporte la médaille de bronze du relais 4 x 100 m durant les championnats d'Europe de 1974, en compagnie de Manfred Kokot, Michael Droese et Hans-Jürgen Bombach.

### Palmarès
| Date | Compétition                | Lieu      | Résultat | Épreuve   | Performance |
| ---- | -------------------------- | --------- | -------- | --------- | ----------- |
| 1970 | Universiade                | Turin     | 1er      | 100 m     |             |
| 1970 | Universiade                | Turin     | 2e       | 200 m     |             |
| 1970 | Coupe d'Europe des nations | Stockholm | 2e       | 100 m     | 10 s 5      |
| 1970 | Coupe d'Europe des nations | Stockholm | 1er      | 200 m     | 20 s 7      |
| 1971 | Championnats d'Europe      | Helsinki  | 4e       | 100 m     |             |
| 1971 | Championnats d'Europe      | Helsinki  | 4e       | 200 m     |             |
| 1972 | Jeux olympiques            | Munich    | 6e       | 200 m     | 20 s 56     |
| 1972 | Jeux olympiques            | Munich    | 5e       | 4 x 100 m | 38 s 90     |
| 1973 | Coupe d'Europe des nations | Édimbourg | 1er      | 100 m     | 10 s 26     |
| 1974 | Championnats d'Europe      | Rome      | 3e       | 4 x 100 m |             |

### Records
| Épreuve | Performance | Lieu   | Date         |
| ------- | ----------- | ------ | ------------ |
| 100 m   | 10 s 0      | Berlin | 29 août 1973 |
| 200 m   | 20 s 2      |        | 1973         |